# Krzysztof Murańka
Krzysztof Murańka (ur. 3 kwietnia 1954 w Zakopanem) – polski biathlonista, medalista mistrzostw Polski.

## Życiorys
Był zawodnikiem WKS Legii Zakopane. W 1976 zdobył brązowy medal międzynarodowych mistrzostw Polski w sztafecie 4 x 7,5 km (startował w II reprezentacji Polski). Reprezentował Polskę na mistrzostwach świata juniorów w 1975 (10 m. indywidualnie, 20 m. w sprincie, 8 m. w sztafecie. W 1975 zdobył brązowy medal mistrzostw Polski juniorów w sprincie.
Jego synem jest skoczek narciarski, Klemens Murańka.